# Марина Николић
Прим. др Марина Николић (Прибој, 11. јун 1956) специјалиста је превентивне и дечје стоматологије болнице у Лесковцу.

## Биографија
Др Марина Николић је рођена 11. јуна 1956. године у Прибоју. Основну школу је завршила у Лесковцу, а Средњу медицинску - одсек зубних техничара у Нишу. На Стоматолошком факултету у Нишу дипломирала је 1984. године. Исте године почела је са радом у Диспанзеру за превентивну и дечију стоматологију. Специјализацију из дечије и превентивне стоматологије завршила је 1992. године у Нишу.
До 1997. године радила је у више школских амбуланти и у тој години је постављена за начелника Службе за превентивну и дечију стоматологију. На тој функцији остала је до априла 2002. године, када је постављена за управника ОЈ Стоматолошке здравствене заштите Здравственог центра у Лесковцу.
Поред професионалног рада на коме се показала као врло успешна у решавању проблема унутар установе на организационом и стручном плану, показала је и велику активност у Српском лекарском друштву у Активу стоматолога подружнице у Лесковцу и Секцији за дечију и превентивну стоматологију. Била је члан председништва секције за дечију и превентивну стоматологију од децембра 1997. до 2003. године и организатор састанка секције за превентивну и дечију стоматологију који је одржан јуна 1997. године. На том састанку је приказан и први видео филм о организацији рада службе у којој ради. Aутор филма је Др Марина Николић. Члан је Организационог одбора XVIII симпозијума здравственог васпитања који је одржан у јуну 2002. године у Лесковцу.
Објавила је 34 стручна рада који су презентовани на симпозијумима и конгресима у земљи и иностранству. За своју активност је 2001. године добила је признање Српског лекарског друштва. Назив примаријус стекла је 2002. године. Септембра 2003. године постала је члан Здарвнишке зборнице Словеније.
У периоду од постављења за управника ОЈ Стоматолошке здравствене заштите, њен рад, базиран на континуираном побољшању кадровске структуре, довео је до вишег нивоа квалитета стоматолошких услуга. За испуњење циља подизања квалитета услуга набављени су нови и репарирани постојећи стоматолошки апарати, што је омогућило лакши, квалитетнији и бржи рад стоматолога и квалитетнију и безбеднију услугу пацијентима.